# Unicodeblock Grantha
Der Unicodeblock Grantha (U+11300 bis U+1137F) enthält die Zeichen der Grantha-Schrift.

## Liste
| Unicodenummer   | Zeichen (400 %) | Kategorie                               | Bidirektionale Klasse       | Offizielle Bezeichnung               | Beschreibung                                |
| --------------- | --------------- | --------------------------------------- | --------------------------- | ------------------------------------ | ------------------------------------------- |
| U+11301 (70401) | 𑌁                | Markierung ohne Extrabreite             | Markierung ohne Extrabreite | GRANTHA SIGN CANDRABINDU             | Grantha-Zeichen Candrabindu                 |
| U+11302 (70402) | 𑌂                | Markierung mit Extrabreite              | links nach rechts           | GRANTHA SIGN ANUSVARA                | Grantha-Zeichen Anusvara                    |
| U+11303 (70403) | 𑌃                | Markierung mit Extrabreite              | links nach rechts           | GRANTHA SIGN VISARGA                 | Grantha-Zeichen Visarga                     |
| U+11305 (70405) | 𑌅               | anderer Buchstabe, Silbe oder Ideogramm | links nach rechts           | GRANTHA LETTER A                     | Grantha-Buchstabe A                         |
| U+11306 (70406) | 𑌆               | anderer Buchstabe, Silbe oder Ideogramm | links nach rechts           | GRANTHA LETTER AA                    | Grantha-Buchstabe Aa                        |
| U+11307 (70407) | 𑌇               | anderer Buchstabe, Silbe oder Ideogramm | links nach rechts           | GRANTHA LETTER I                     | Grantha-Buchstabe I                         |
| U+11308 (70408) | 𑌈               | anderer Buchstabe, Silbe oder Ideogramm | links nach rechts           | GRANTHA LETTER II                    | Grantha-Buchstabe Ii                        |
| U+11309 (70409) | 𑌉               | anderer Buchstabe, Silbe oder Ideogramm | links nach rechts           | GRANTHA LETTER U                     | Grantha-Buchstabe U                         |
| U+1130A (70410) | 𑌊               | anderer Buchstabe, Silbe oder Ideogramm | links nach rechts           | GRANTHA LETTER UU                    | Grantha-Buchstabe Uu                        |
| U+1130B (70411) | 𑌋               | anderer Buchstabe, Silbe oder Ideogramm | links nach rechts           | GRANTHA LETTER VOCALIC R             | Grantha-Buchstabe Vokalisches R             |
| U+1130C (70412) | 𑌌               | anderer Buchstabe, Silbe oder Ideogramm | links nach rechts           | GRANTHA LETTER VOCALIC L             | Grantha-Buchstabe Vokalisches L             |
| U+1130F (70415) | 𑌏               | anderer Buchstabe, Silbe oder Ideogramm | links nach rechts           | GRANTHA LETTER EE                    | Grantha-Buchstabe Ee                        |
| U+11310 (70416) | 𑌐               | anderer Buchstabe, Silbe oder Ideogramm | links nach rechts           | GRANTHA LETTER AI                    | Grantha-Buchstabe Ai                        |
| U+11313 (70419) | 𑌓               | anderer Buchstabe, Silbe oder Ideogramm | links nach rechts           | GRANTHA LETTER OO                    | Grantha-Buchstabe Oo                        |
| U+11314 (70420) | 𑌔               | anderer Buchstabe, Silbe oder Ideogramm | links nach rechts           | GRANTHA LETTER AU                    | Grantha-Buchstabe Au                        |
| U+11315 (70421) | 𑌕               | anderer Buchstabe, Silbe oder Ideogramm | links nach rechts           | GRANTHA LETTER KA                    | Grantha-Buchstabe Ka                        |
| U+11316 (70422) | 𑌖               | anderer Buchstabe, Silbe oder Ideogramm | links nach rechts           | GRANTHA LETTER KHA                   | Grantha-Buchstabe Kha                       |
| U+11317 (70423) | 𑌗               | anderer Buchstabe, Silbe oder Ideogramm | links nach rechts           | GRANTHA LETTER GA                    | Grantha-Buchstabe Ga                        |
| U+11318 (70424) | 𑌘               | anderer Buchstabe, Silbe oder Ideogramm | links nach rechts           | GRANTHA LETTER GHA                   | Grantha-Buchstabe Gha                       |
| U+11319 (70425) | 𑌙               | anderer Buchstabe, Silbe oder Ideogramm | links nach rechts           | GRANTHA LETTER NGA                   | Grantha-Buchstabe Nga                       |
| U+1131A (70426) | 𑌚               | anderer Buchstabe, Silbe oder Ideogramm | links nach rechts           | GRANTHA LETTER CA                    | Grantha-Buchstabe Ca                        |
| U+1131B (70427) | 𑌛               | anderer Buchstabe, Silbe oder Ideogramm | links nach rechts           | GRANTHA LETTER CHA                   | Grantha-Buchstabe Cha                       |
| U+1131C (70428) | 𑌜               | anderer Buchstabe, Silbe oder Ideogramm | links nach rechts           | GRANTHA LETTER JA                    | Grantha-Buchstabe Ja                        |
| U+1131D (70429) | 𑌝               | anderer Buchstabe, Silbe oder Ideogramm | links nach rechts           | GRANTHA LETTER JHA                   | Grantha-Buchstabe Jha                       |
| U+1131E (70430) | 𑌞               | anderer Buchstabe, Silbe oder Ideogramm | links nach rechts           | GRANTHA LETTER NYA                   | Grantha-Buchstabe Nya                       |
| U+1131F (70431) | 𑌟               | anderer Buchstabe, Silbe oder Ideogramm | links nach rechts           | GRANTHA LETTER TTA                   | Grantha-Buchstabe Tta                       |
| U+11320 (70432) | 𑌠               | anderer Buchstabe, Silbe oder Ideogramm | links nach rechts           | GRANTHA LETTER TTHA                  | Grantha-Buchstabe Ttha                      |
| U+11321 (70433) | 𑌡               | anderer Buchstabe, Silbe oder Ideogramm | links nach rechts           | GRANTHA LETTER DDA                   | Grantha-Buchstabe Dda                       |
| U+11322 (70434) | 𑌢               | anderer Buchstabe, Silbe oder Ideogramm | links nach rechts           | GRANTHA LETTER DDHA                  | Grantha-Buchstabe Ddha                      |
| U+11323 (70435) | 𑌣               | anderer Buchstabe, Silbe oder Ideogramm | links nach rechts           | GRANTHA LETTER NNA                   | Grantha-Buchstabe Nna                       |
| U+11324 (70436) | 𑌤               | anderer Buchstabe, Silbe oder Ideogramm | links nach rechts           | GRANTHA LETTER TA                    | Grantha-Buchstabe Ta                        |
| U+11325 (70437) | 𑌥               | anderer Buchstabe, Silbe oder Ideogramm | links nach rechts           | GRANTHA LETTER THA                   | Grantha-Buchstabe Tha                       |
| U+11326 (70438) | 𑌦               | anderer Buchstabe, Silbe oder Ideogramm | links nach rechts           | GRANTHA LETTER DA                    | Grantha-Buchstabe Da                        |
| U+11327 (70439) | 𑌧               | anderer Buchstabe, Silbe oder Ideogramm | links nach rechts           | GRANTHA LETTER DHA                   | Grantha-Buchstabe Dha                       |
| U+11328 (70440) | 𑌨               | anderer Buchstabe, Silbe oder Ideogramm | links nach rechts           | GRANTHA LETTER NA                    | Grantha-Buchstabe Na                        |
| U+1132A (70442) | 𑌪               | anderer Buchstabe, Silbe oder Ideogramm | links nach rechts           | GRANTHA LETTER PA                    | Grantha-Buchstabe Pa                        |
| U+1132B (70443) | 𑌫               | anderer Buchstabe, Silbe oder Ideogramm | links nach rechts           | GRANTHA LETTER PHA                   | Grantha-Buchstabe Pha                       |
| U+1132C (70444) | 𑌬               | anderer Buchstabe, Silbe oder Ideogramm | links nach rechts           | GRANTHA LETTER BA                    | Grantha-Buchstabe Ba                        |
| U+1132D (70445) | 𑌭               | anderer Buchstabe, Silbe oder Ideogramm | links nach rechts           | GRANTHA LETTER BHA                   | Grantha-Buchstabe Bha                       |
| U+1132E (70446) | 𑌮               | anderer Buchstabe, Silbe oder Ideogramm | links nach rechts           | GRANTHA LETTER MA                    | Grantha-Buchstabe Ma                        |
| U+1132F (70447) | 𑌯               | anderer Buchstabe, Silbe oder Ideogramm | links nach rechts           | GRANTHA LETTER YA                    | Grantha-Buchstabe Ya                        |
| U+11330 (70448) | 𑌰               | anderer Buchstabe, Silbe oder Ideogramm | links nach rechts           | GRANTHA LETTER RA                    | Grantha-Buchstabe Ra                        |
| U+11332 (70450) | 𑌲               | anderer Buchstabe, Silbe oder Ideogramm | links nach rechts           | GRANTHA LETTER LA                    | Grantha-Buchstabe La                        |
| U+11333 (70451) | 𑌳               | anderer Buchstabe, Silbe oder Ideogramm | links nach rechts           | GRANTHA LETTER LLA                   | Grantha-Buchstabe Lla                       |
| U+11335 (70453) | 𑌵               | anderer Buchstabe, Silbe oder Ideogramm | links nach rechts           | GRANTHA LETTER VA                    | Grantha-Buchstabe Va                        |
| U+11336 (70454) | 𑌶               | anderer Buchstabe, Silbe oder Ideogramm | links nach rechts           | GRANTHA LETTER SHA                   | Grantha-Buchstabe Sha                       |
| U+11337 (70455) | 𑌷               | anderer Buchstabe, Silbe oder Ideogramm | links nach rechts           | GRANTHA LETTER SSA                   | Grantha-Buchstabe Ssa                       |
| U+11338 (70456) | 𑌸               | anderer Buchstabe, Silbe oder Ideogramm | links nach rechts           | GRANTHA LETTER SA                    | Grantha-Buchstabe Sa                        |
| U+11339 (70457) | 𑌹               | anderer Buchstabe, Silbe oder Ideogramm | links nach rechts           | GRANTHA LETTER HA                    | Grantha-Buchstabe Ha                        |
| U+1133B (70459) | 𑌻                | Markierung ohne Extrabreite             | Markierung ohne Extrabreite | COMBINING BINDU BELOW                | Kombinierendes Bindu unten                  |
| U+1133C (70460) | 𑌼                | Markierung ohne Extrabreite             | Markierung ohne Extrabreite | GRANTHA SIGN NUKTA                   | Grantha-Zeichen Nukta                       |
| U+1133D (70461) | 𑌽               | anderer Buchstabe, Silbe oder Ideogramm | links nach rechts           | GRANTHA SIGN AVAGRAHA                | Grantha-Zeichen Avagraha                    |
| U+1133E (70462) | 𑌾                | Markierung mit Extrabreite              | links nach rechts           | GRANTHA VOWEL SIGN AA                | Grantha-Vokalzeichen Aa                     |
| U+1133F (70463) | 𑌿                | Markierung mit Extrabreite              | links nach rechts           | GRANTHA VOWEL SIGN I                 | Grantha-Vokalzeichen I                      |
| U+11340 (70464) | 𑍀                | Markierung ohne Extrabreite             | Markierung ohne Extrabreite | GRANTHA VOWEL SIGN II                | Grantha-Vokalzeichen Ii                     |
| U+11341 (70465) | 𑍁                | Markierung mit Extrabreite              | links nach rechts           | GRANTHA VOWEL SIGN U                 | Grantha-Vokalzeichen U                      |
| U+11342 (70466) | 𑍂                | Markierung mit Extrabreite              | links nach rechts           | GRANTHA VOWEL SIGN UU                | Grantha-Vokalzeichen Uu                     |
| U+11343 (70467) | 𑍃                | Markierung mit Extrabreite              | links nach rechts           | GRANTHA VOWEL SIGN VOCALIC R         | Grantha-Vokalzeichen Vokalisches R          |
| U+11344 (70468) | 𑍄                | Markierung mit Extrabreite              | links nach rechts           | GRANTHA VOWEL SIGN VOCALIC RR        | Grantha-Vokalzeichen Vokalisches Rr         |
| U+11347 (70471) | 𑍇                | Markierung mit Extrabreite              | links nach rechts           | GRANTHA VOWEL SIGN EE                | Grantha-Vokalzeichen Ee                     |
| U+11348 (70472) | 𑍈                | Markierung mit Extrabreite              | links nach rechts           | GRANTHA VOWEL SIGN AI                | Grantha-Vokalzeichen Ai                     |
| U+1134B (70475) | 𑍋                | Markierung mit Extrabreite              | links nach rechts           | GRANTHA VOWEL SIGN OO                | Grantha-Vokalzeichen Oo                     |
| U+1134C (70476) | 𑍌                | Markierung mit Extrabreite              | links nach rechts           | GRANTHA VOWEL SIGN AU                | Grantha-Vokalzeichen Au                     |
| U+1134D (70477) | 𑍍                | Markierung mit Extrabreite              | links nach rechts           | GRANTHA SIGN VIRAMA                  | Grantha-Zeichen Virama                      |
| U+11357 (70487) | 𑍗                | Markierung mit Extrabreite              | links nach rechts           | GRANTHA AU LENGTH MARK               | Grantha-Au-Längenmarkierung                 |
| U+1135D (70493) | 𑍝               | anderer Buchstabe, Silbe oder Ideogramm | links nach rechts           | GRANTHA SIGN PLUTA                   | Grantha-Zeichen Pluta                       |
| U+1135E (70494) | 𑍞               | anderer Buchstabe, Silbe oder Ideogramm | links nach rechts           | GRANTHA LETTER VEDIC ANUSVARA        | Grantha-Buchstabe Vedisches Anusvara        |
| U+1135F (70495) | 𑍟               | anderer Buchstabe, Silbe oder Ideogramm | links nach rechts           | GRANTHA LETTER VEDIC DOUBLE ANUSVARA | Grantha-Buchstabe Vedisches Doppel-Anusvara |
| U+11360 (70496) | 𑍠               | anderer Buchstabe, Silbe oder Ideogramm | links nach rechts           | GRANTHA LETTER VOCALIC RR            | Grantha-Buchstabe Vokalisches L             |
| U+11361 (70497) | 𑍡               | anderer Buchstabe, Silbe oder Ideogramm | links nach rechts           | GRANTHA LETTER VOCALIC LL            | Grantha-Buchstabe Vokalisches Ll            |
| U+11362 (70498) | 𑍢                | Markierung mit Extrabreite              | links nach rechts           | GRANTHA VOWEL SIGN VOCALIC L         | Grantha-Vokalzeichen L                      |
| U+11363 (70499) | 𑍣                | Markierung mit Extrabreite              | links nach rechts           | GRANTHA VOWEL SIGN VOCALIC LL        | Grantha-Vokalzeichen Ll                     |
| U+11366 (70502) | 𑍦                | Markierung ohne Extrabreite             | Markierung ohne Extrabreite | COMBINING GRANTHA DIGIT ZERO         | Kombinierte Grantha-Ziffer Null             |
| U+11367 (70503) | 𑍧                | Markierung ohne Extrabreite             | Markierung ohne Extrabreite | COMBINING GRANTHA DIGIT ONE          | Kombinierte Grantha-Ziffer Eins             |
| U+11368 (70504) | 𑍨                | Markierung ohne Extrabreite             | Markierung ohne Extrabreite | COMBINING GRANTHA DIGIT TWO          | Kombinierte Grantha-Ziffer Zwei             |
| U+11369 (70505) | 𑍩                | Markierung ohne Extrabreite             | Markierung ohne Extrabreite | COMBINING GRANTHA DIGIT THREE        | Kombinierte Grantha-Ziffer Drei             |
| U+1136A (70506) | 𑍪                | Markierung ohne Extrabreite             | Markierung ohne Extrabreite | COMBINING GRANTHA DIGIT FOUR         | Kombinierte Grantha-Ziffer Vier             |
| U+1136B (70507) | 𑍫                | Markierung ohne Extrabreite             | Markierung ohne Extrabreite | COMBINING GRANTHA DIGIT FIVE         | Kombinierte Grantha-Ziffer Fünf             |
| U+1136C (70508) | 𑍬                | Markierung ohne Extrabreite             | Markierung ohne Extrabreite | COMBINING GRANTHA DIGIT SIX          | Kombinierte Grantha-Ziffer Sechs            |
| U+11370 (70512) | 𑍰                | Markierung ohne Extrabreite             | Markierung ohne Extrabreite | COMBINING GRANTHA LETTER A           | Kombinierter Grantha-Buchstabe A            |
| U+11371 (70513) | 𑍱                | Markierung ohne Extrabreite             | Markierung ohne Extrabreite | COMBINING GRANTHA LETTER KA          | Kombinierter Grantha-Buchstabe Ka           |
| U+11372 (70514) | 𑍲                | Markierung ohne Extrabreite             | Markierung ohne Extrabreite | COMBINING GRANTHA LETTER NA          | Kombinierter Grantha-Buchstabe Na           |
| U+11373 (70515) | 𑍳                | Markierung ohne Extrabreite             | Markierung ohne Extrabreite | COMBINING GRANTHA LETTER VI          | Kombinierter Grantha-Buchstabe Vi           |
| U+11374 (70516) | 𑍴                | Markierung ohne Extrabreite             | Markierung ohne Extrabreite | COMBINING GRANTHA LETTER PA          | Kombinierter Grantha-Buchstabe Pa           |